# Kenneth Gaudet
Kenneth Gaudet (né le 4 novembre 2004) est un nageur en Natation Artistique. Il remporte une médaille d'argent au championnat du monde World Aquatics en 2023.

## Biographie
Il grandit en Floride et déclare que sa famille le protège, lorsqu'il était jeune garçon de nombreuses critiques auxquelles il faisait face en tant qu'homme en natation artistique.
Il est l'un des premiers nageurs à participer à des compétitions internationales lors des ouvertures des duos mixtes en 2015 au  championnat du monde World Aquatics. Il confie que Bill May, premier homme à remporter un titre de champion du monde de natation artistique a inspiré ses ambitions sportives en dépit des difficultés à inclure les hommes au sein de cette discipline sportive.
Il se classe 5ème aux Championnats du monde aquatiques 2022 avec sa partenaire Claudia Coletti.
En 2023, Kenneth Gaudet demeure le seul homme de l'équipe nationale des Etats-Unis.

## Palmarès sportif

### Championnats du monde de natation
- 2023 à Fukuoka,  Japon
  -  Médaille d'argent en solo technique
  -  Médaille de bronze en solo libre